# National Socialist Movement
National Socialist Movement var ett brittiskt nazistparti som bildades 1962 och upplöstes 1983.
Partiet bytte år 1968 namn till British Movement efter att ledaren Colin Jordan suttit i fängelse. Det upplöstes av sin nye ledare Michael McLaughlin, efter att en infiltratör från tidningen Searchlight nästlat sig ända upp i partitoppen, 1983.
Partiledare:
- Colin Jordan 1962-1975
- Michael McLaughlin 1975-1983